# Курпово
Ку́рпово — деревня в Важинском городском поселении Подпорожского района Ленинградской области.

## История
Известно как погост Важня с 1587 года.

КУРПОВА (ФОМИНА ГОРКА ПРИ ПОСАДЕ) — деревня при реке Важинке, число дворов — 12, число жителей: 31 м. п., 36 ж. п. (1879 год)

Сборник Центрального статистического комитета описывал её так:

КУРПОВО — село бывшее государственное при реке Важинке, дворов — 9, жителей — 51; две церкви православные. (1885 год)

Деревня административно относилась к Важинской волости 2-го стана Олонецкого уезда Олонецкой губернии.

КУРПОВА — деревня Важинского сельского общества при реке Важинке, население крестьянское: домов — 12, семей — 12, мужчин — 35, женщин — 43, всего — 78; лошадей — 12, коров — 31, прочего — 25. (1905 год)

С 1917 по 1920 год деревня входила в состав Важинской волости Олонецкого уезда Олонецкой губернии.
С 1920 года в составе Важинского сельсовета.
С 1922 года в составе Петроградской губернии.
С 1923 года в составе Подпорожской волости Ленинградской губернии.
С 1927 года в составе Подпорожского района. В 1927 году население деревни составляло 128 человек.
Согласно карте Ленинградской области Северо-западного аэрогеодезического треста ГГУ издания 1932 года деревня насчитывала 15 крестьянских дворов. В деревне находились две часовни.

Деревня Курпово на карте 1932 года

По данным 1933 года деревня Курпово входила в состав Важинского сельсовета Подпорожского района.

Деревня Курпово на карте РККА 1940 года

С 1 сентября 1941 года по 31 мая 1944 года деревня находилась в финской оккупации.
В 1961 году население деревни составляло 11 человек.
С 1963 года в составе Лодейнопольского района.
С 1965 года вновь в составе Подпорожского района.
По данным 1966 года деревня Курпово также входила в состав Важинского сельсовета.
По данным 1973 и 1990 годов деревня Курпово являлась административным центром Курповского сельсовета, в который входили 10 населённых пунктов, общей численностью населения 450 человек. В самой деревне Курпово поживали 154 человека.
В 1997 году в деревне Курпово Курповской волости проживали 140 человек, в 2002 году — 153 человека (русские — 96 %).
В 2007 году в деревне Курпово Важинского ГП проживали 137 человек.

## География
Деревня расположена в северо-западной части района на автодороге 41К-149 (Подпорожье — Курпово).
Расстояние до административного центра поселения — 2 км. Расстояние до районного центра — 15 км.
Расстояние до ближайшей железнодорожной станции Свирь — 10 км.
Деревня находится на правом берегу реки Важинка.

## Демография
| 2007 | 2010 | 2017 |
| ---- | ---- | ---- |
| 137  | ↘118 | ↗167 |

### Национальный состав
Согласно данным Всероссийской переписи населения 2021 года в деревне проживали 106 человек, из них:
 русские — 96, гагаузы — 7, поляки — 1, татары — 1, украинцы — 1 человек.

## Достопримечательности
- Церковь Воскресения Христова, 1630 года постройки, перестроена в 1827 году, деревянная, отреставрирована[18].

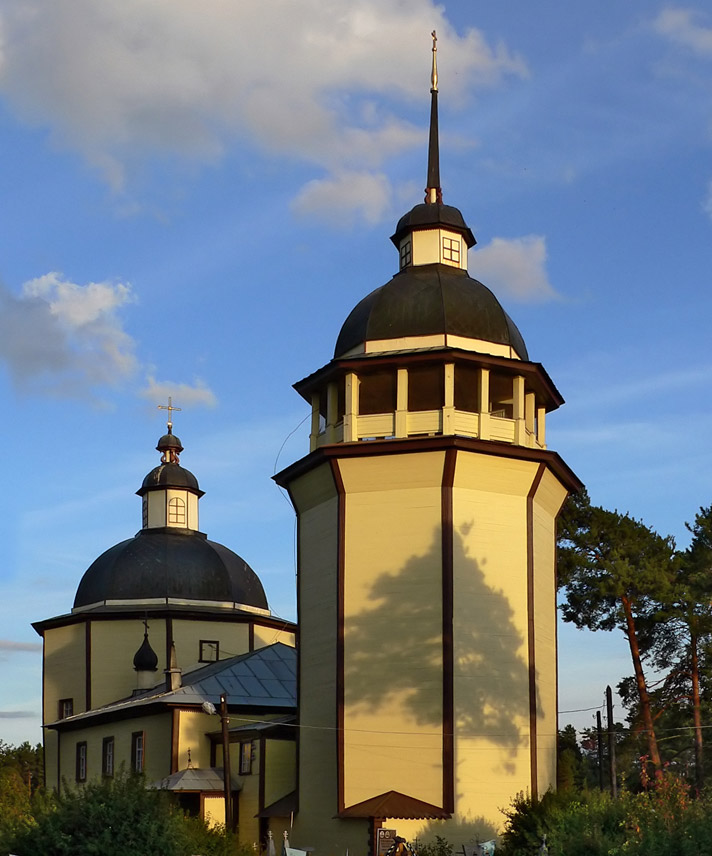
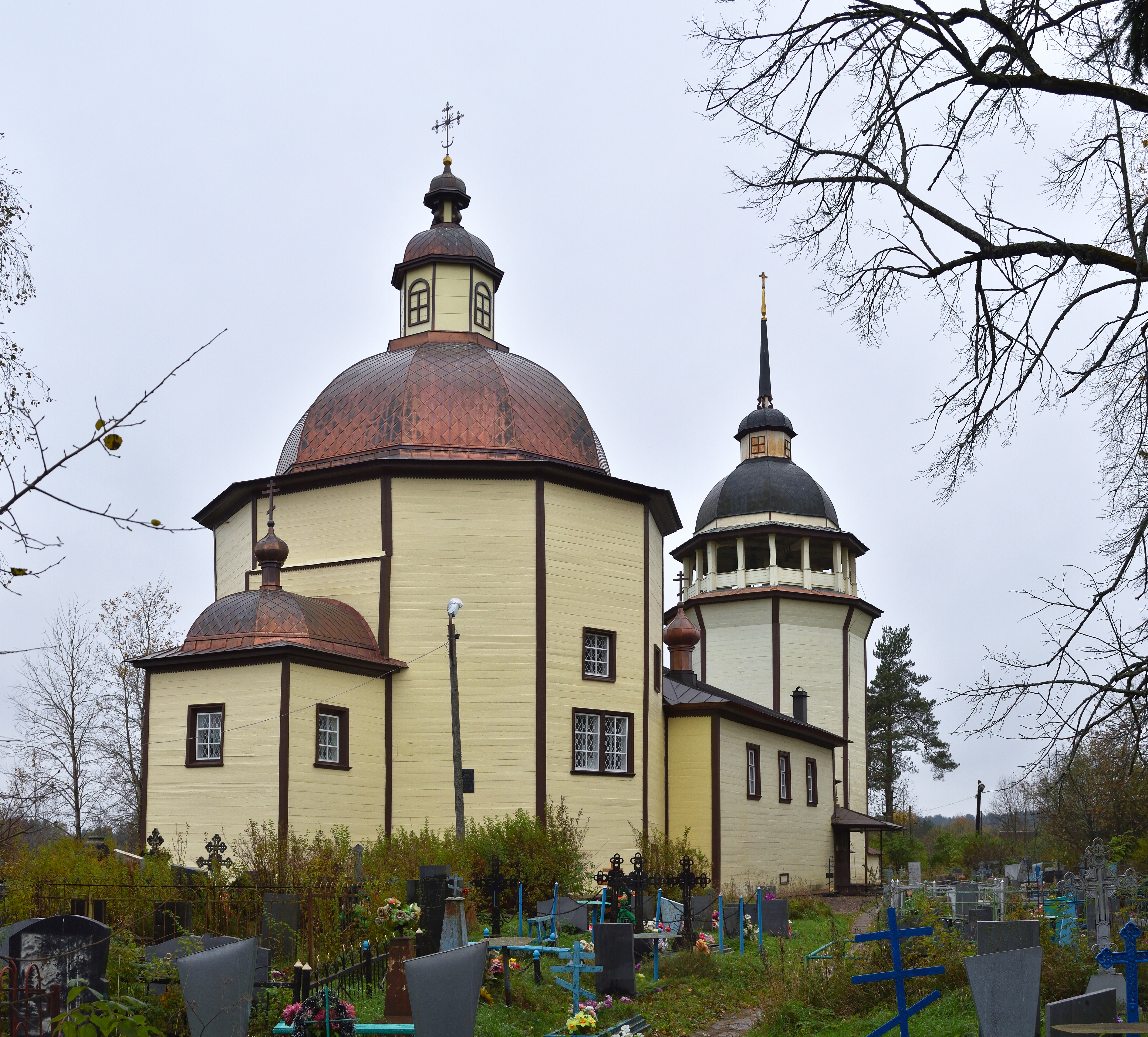
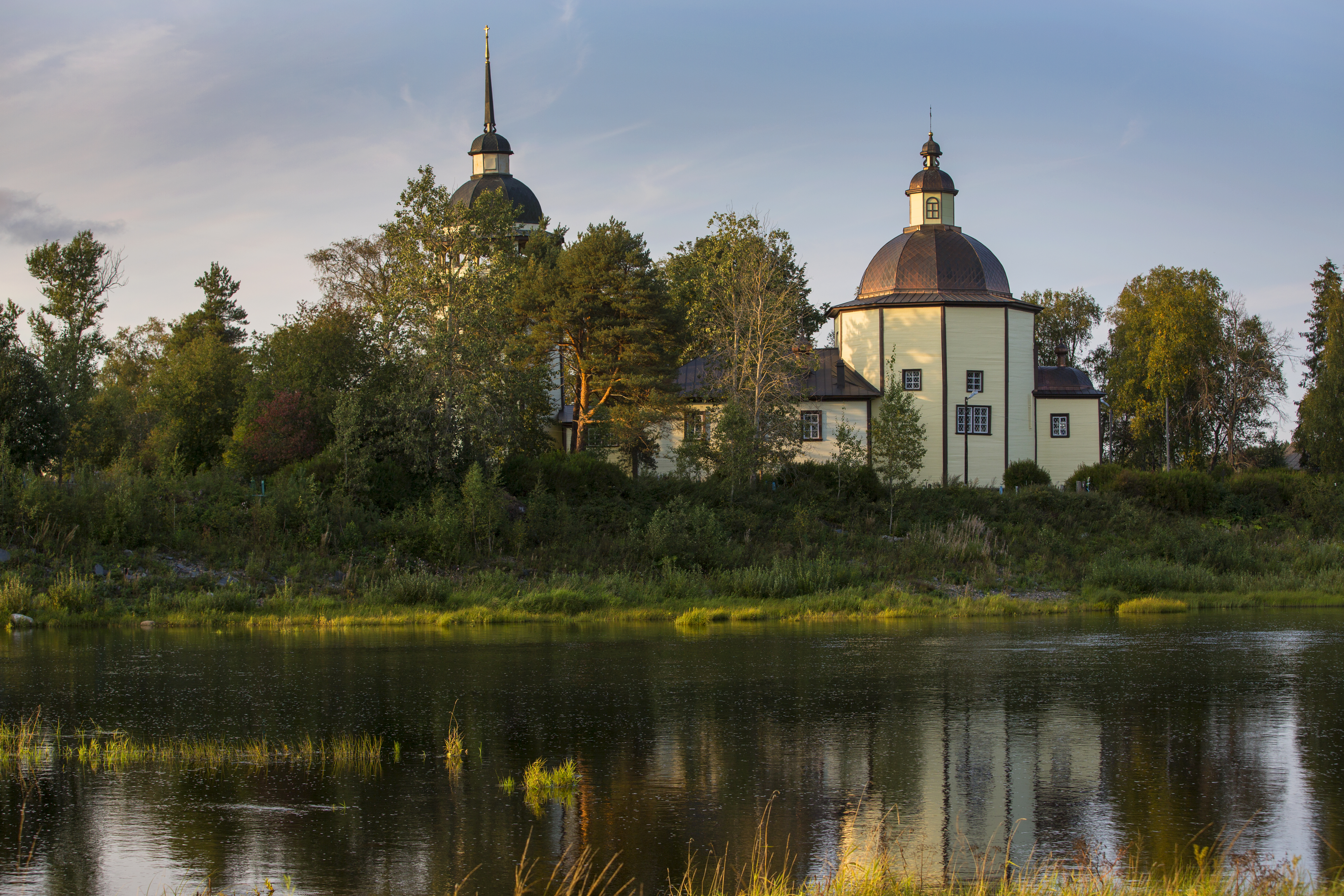

## Улицы
Ветеранов, Заречная, Молодёжная, Прибрежная, Центральная.